# José Rodríguez de la Oliva
José Rodríguez de la Oliva (San Cristóbal de La Laguna, Tenerife, 15 de diciembre de 1695 - Ib., 1777) fue un escultor y pintor español de época barroca, conocido como "El Moño". Es uno de los artistas más representativos de Canarias.

## Biografía
Nacido en La Laguna, fue bautizado el 31 de diciembre en la Parroquia Matriz de La Concepción de La Laguna.
Entre sus obras escultóricas destaca la imagen de Nuestra Señora de Los Remedios, en la Parroquia de San Marcos en Tegueste. En cuanto a la orfebrería destaca el diseño de la Custodia de la Iglesia de Santo Domingo de Guzmán de La Laguna. 
Destacan también veras efigies como las que representan a la Virgen de Candelaria (patrona de las Islas Canarias) y a la Virgen del Pino. En el Real Convento de Nuestra Señora de la Candelaria sito en la Villa Mariana de Candelaria en Tenerife, destacan las imágenes de vestir que representan a Santo Domingo de Guzmán, Santa Catalina de Siena y San Pedro Mártir de Verona realizadas por él. También José Rodríguez de la Oliva realizó un retrato "Post mortem" de la Siervita de Dios, Sor María de Jesús de León y Delgado. Además, se sabe que realizó un retrato en vida del corsario Amaro Pargo, aunque esta obra se encuentra desaparecida en la actualidad.
José Rodríguez de la Oliva falleció el 27 de noviembre de 1777 en la casa que antes había pertenecido a los Señores de Fuerteventura, en la Calle de San Agustín de San Cristóbal de La Laguna. Fue enterrado en la antigua Parroquia de Nuestra Señora de Los Remedios de la ciudad, actual Catedral de San Cristóbal de La Laguna.
Está considerado como uno de los tres grandes artistas tinerfeños del arte sacro junto a Fernando Estévez y Cristóbal Hernández de Quintana. Además, José Rodríguez de la Oliva fue uno de los pintores y escultores más pródigos de la Historia de Canarias.

## Otros datos
Aparte de su faceta artística, José Rodríguez de la Oliva fue un importante militar. El 6 de junio de 1743 fue declarado por decreto real Teniente en el Regimiento de Forasteros y el 4 de diciembre de 1747 alcanzó el rango de Capitán por real patente.